# Chloroclystis laticostatus
Chloroclystis laticostatus là một loài bướm đêm trong họ Geometridae.